# Kommando Strategische Aufklärung
Das Kommando Strategische Aufklärung (KdoStratAufkl oder KSA) in Grafschaft-Gelsdorf war ein Fähigkeitskommando der Bundeswehr für das Militärische Nachrichtenwesen.

## Auftrag
Das Kommando unterstützte die Informationsbedarfsdeckung der Bundeswehr mit Schwerpunkt auf der taktischen Ebene im Einsatz und trug zur Krisenfrüherkennung bei. Das Aufgaben- und Fähigkeitsspektrum des Kommandos umfasste die „Satellitengestützte Abbildende Aufklärung“, die „Fernmelde- und Elektronische Aufklärung“, die „Elektronische Kampfführung“, den Bereich der „Objektanalyse“ und die „operative Kommunikation“. Das Kommando arbeitete eng mit dem Bundesnachrichtendienst zusammen. Es war für die streitkräftegemeinsame Weiterentwicklung des Militärischen Nachrichtenwesens einschließlich der lehrgangsgebundenen Ausbildung zuständig.

## Geschichte
Das Kommando wurde am 17. Januar 2002 in Rheinbach in der Tomburg-Kaserne in Dienst gestellt. Es bündelte alle Kräfte und Mittel der Militärischen Aufklärung, die bis dahin in den verschiedenen Teilstreitkräfte verortet waren.
Am 31. Dezember 2007 wurde das Zentrum für Nachrichtenwesen der Bundeswehr (ZNBw) aufgelöst. Bis dahin war es neben dem Kommando Strategische Aufklärung das Kernelement des Militärischen Nachrichtenwesens der Bundeswehr. Die zentrale Lagebearbeitung im Einsatz und Grundbetrieb wurde im Verlauf des Jahres 2007 vom ZNBw zum Bundesnachrichtendienst überführt. Die verbleibenden Aufgaben werden seitdem durch das KdoStratAufkl übernommen. Nach der Auflösung des ZNBw übernahm das KdoStratAufkl dessen Infrastruktur, die spätere Philipp-Freiherr-von-Boeselager-Kaserne (vgl. #Kaserne).
Die Gruppe Computer-Netzwerk-Operationen (CNO) wurde seit Dezember 2006 im Kommando aufgebaut. Die Fähigkeit ist an das am 1. April 2018 aufgestellte Zentrum Cyber-Operationen abgegeben worden.
Am 1. April 2017 wechselte das Kommando vom damaligen militärischen Organisationsbereich Streitkräftebasis zum damals neuen Cyber- und Informationsraum.
Das Kommando befand sich im Zuge der Reform des Organisationsbereichs Cyber- und Informationsraum CIR 2.0 ab dem 29. März 2023 in Abwicklung. Viele unterstellten Dienststellen wechselten an diesem Tag unter das neu aufgestellte Kommando Aufklärung und Wirkung; das Zentrum für Operative Kommunikation der Bundeswehr sowie die Schule Informationstechnik der Bundeswehr und die Schule für Strategische Aufklärung der Bundeswehr unmittelbar unter das Kommando Cyber- und Informationsraum. Die offizielle Außerdienststellung erfolgte am 26. März 2024.

## Kaserne
Das Kommando war bis zu seiner Auflösung in der Philipp-Freiherr-von-Boeselager-Kaserne in Grafschaft stationiert. Am 7. Oktober 2009 wurde die Liegenschaft durch den damaligen Bundesminister der Verteidigung, Franz Josef Jung, nach dem Offizier der Wehrmacht und Widerstandskämpfer gegen den Nationalsozialismus benannt. Dem Festakt wohnte die Witwe des Namensgebers bei, Rosa Maria Freifrau von Boeselager.
Im September 1990 begann der Bau eines 200 Millionen DM teuren Schutzbaus für das damals in Bad Neuenahr dislozierte Amt für Nachrichtenwesen der Bundeswehr. Der Bunker ist 36 m tief, hat 5000 m² Nutzfläche und sechs Etagen. 240.000 m³ Boden wurden ausgehoben. 1996 konnten die ersten Soldaten den Schutzbau beziehen, der Rest folgte bis 2000.

## Organisation
Das Kommando Strategische Aufklärung war seit dem 1. Juli 2017 dem Kommando Cyber- und Informationsraum unterstellt. Dem Kommando Strategische Aufklärung waren zuletzt unterstellt:
- Auswertezentrale Elektronische Kampfführung (AuswZentrEloKa) in Daun (Heinrich-Hertz-Kaserne)
- Bataillon Elektronische Kampfführung 911 (EloKaBtl 911) in Stadum (Südtondern-Kaserne)
- Bataillon Elektronische Kampfführung 912 (EloKaBtl 912) in Nienburg/Weser (Clausewitz-Kaserne)
  - Bordeinsatzteams See (BET See) für Flottendienstboote
- Bataillon Elektronische Kampfführung 931 (EloKaBtl 931) in Daun (Heinrich-Hertz-Kaserne)
- Bataillon Elektronische Kampfführung 932 (EloKaBtl 932) in Frankenberg/Eder (Burgwald-Kaserne)
  - LEKE-Zug (luftlandefähige Komponente für den Elektronischen Kampf zur Nahunterstützung im Einsatz), EGB-Kräfte der EloKa[7]
- Schule für Strategische Aufklärung der Bundeswehr (SchStratAufklBw) in Flensburg-Mürwik
- Zentrale Abbildende Aufklärung (ZAbbAufkl) in Grafschaft-Gelsdorf (Philipp-Freiherr-von-Boeselager-Kaserne; betreibt u. a. das SAR-Lupe-Bodensegment)
- Zentrale Untersuchungsstelle der Bundeswehr für Technische Aufklärung (ZU-StelleBwTAufkl) in Hof (Oberfranken-Kaserne)
- Zentrum Operative Kommunikation der Bundeswehr (ZOpKomBw) in Mayen (Oberst-Hauschild-Kaserne)
- Zentrum Cyber-Operationen[8][9] (ZCO) in Rheinbach (Tomburg-Kaserne)

## Kommandeure
| Nr. | Dienstgrad     | Name                      | Beginn der Berufung | Ende der Berufung |
| --- | -------------- | ------------------------- | ------------------- | ----------------- |
| 6   | Generalmajor   | Werner Sczesny            | 26. März 2021       | 29. März 2023 (1) |
| 5   | Generalmajor   | Axel Binder               | 1. Jan. 2016        | 26. März 2021     |
| 4   | Generalmajor   | Jürgen Setzer             | 1. Okt. 2012        | 1. Dez. 2015      |
| 3   | Brigadegeneral | Thomas Berghoff           | 1. März 2010        | 30. Sep. 2012     |
| 2   | Brigadegeneral | Friedrich-Wilhelm Kriesel | 1. Dez. 2004        | 28. Feb. 2010     |
| 1   | Brigadegeneral | Kurt Herrmann             | 1. Jan. 2002        | 30. Nov. 2004     |

## Wappen
Das Wappen des Kommando Strategische Aufklärung symbolisierte durch Farbgebung und Stilelemente die Zugehörigkeit zur Streitkräftebasis, wies auf die Wurzeln und Grundfunktion der Fernmeldetruppe hin, band Elemente des gesamten Aufklärungsspektrum ein und unterstrich durch die Gesamtdarstellung die streitkräftegemeinsame Bedeutung des Kommando Strategische Aufklärung.

## Verbandsabzeichen

Verbandsabzeichen

Heeresuniformträger des KdoStratAufkl und in den unterstellten Dienststellen trugen das Verbandsabzeichen des KdoStratAufkl am linken Oberärmel. Der Bundesadler war auf einem goldenen Mittelschild schwarz-rot-gold hinterlegt. Diese Gestaltung wurde für die Wappen von vielen zentralen militärischen Dienststellen gewählt. Das Wappen hatte eine silber-schwarz durchflochtene Umrandung. Diese kennzeichnet in der Regel Kommandobehörden. Das Wappen hatte eine goldgelbe Hinterlegung (Anhalt: RAL 1028 melonengelb). Die Farbe steht allgemein für Aufklärungskräfte in der Bundeswehr.